# Elin Gustafsson (politiker)
Elin Anna Gustafsson, sedan 2022 Elin Engdahl, född 21 augusti 1989 i Alvesta, är en svensk socialdemokratisk politiker och tidigare riksdagsledamot (statsrådsersättare).

## Biografi
Gustafsson kommer från Alvesta där hon först blev medlem i Socialdemokraterna men flyttade 2009 till Lund för studier. Hon har en dubbel kandidatexamen i genusvetenskap och statsvetenskap vid Lunds universitet samt utbytesstudier vid University of Queensland i Brisbane Australien. I samband med sin kandidatuppsats i genusvetenskap volontärarbetade Gustafsson i byn Enkokidongoi, i södra Kenya, med fokus på jämställdhet. Under studietiden var hon studentfackligt aktiv genom engagemang på Samhällsvetarkåren vid Lunds universitet där hon bland annat var vice ordförande 2012–2013. Gustafsson var också särskilt aktiv och drev jämställdhetsfrågor som studentrepresentant i bland annat Lunds universitets styrelse för jämställdhet och likabehandling.
Gustafsson började sin yrkesbana som kock, efter att ha gått hotell- och restaurangprogrammet på Kungsmadskolan i Växjö.
Under mandatperioden 2014–2018 var Gustafsson kommunalråd för Socialdemokraterna i Lunds kommun och ansvarade bland annat för barn- och utbildningsfrågor, personalfrågor, äldreomsorg och kultur- och fritid. Sedan 2010 har hon haft olika uppdrag i Lunds kommun för Socialdemokraterna, bland annat många år som ersättare och ledamot i barn- och skolnämnden.
Gustafsson var 2017–2022 ordförande för S-kvinnor i Skåne. Hon är sedan 2019 ledamot i S-kvinnors förbundsstyrelse och sedan 2021 förbundets vice ordförande. Hon har också varit ordförande för SSU i Lund och distriktsstyrelseledamot i SSU Skåne.
Gustafsson utsågs till statsrådsersättare för justitieminister Morgan Johansson efter riksdagsvalet 2018 och var under mandatperioden ordinarie ledamot i riksdagens trafikutskott. I riksdagen representerade Gustafsson Skåne läns södra valkrets. I riksdagen drev Gustafsson särskilt feministiska frågor så som individualiserad föräldraförsäkring, men även frågor som rör utbildning.